# Moschidae
I Moschidi (Moschidae Gray, 1821) sono una famiglia di ruminanti che comprende un solo genere vivente (Moschus), con 4 specie.
Si tratta di una versione più primitiva dei cervidi (coi quali erano accorpati precedentemente), in quanto non presentano corna né ghiandole facciali e possiedono un singolo paio di mammelle.

Presentano un paio di canini superiori simili a zanne, una ghiandola anale ed una ghiandola che produce una sostanza odorosa chiamata muschio, di particolare importanza per la produzione di profumi.

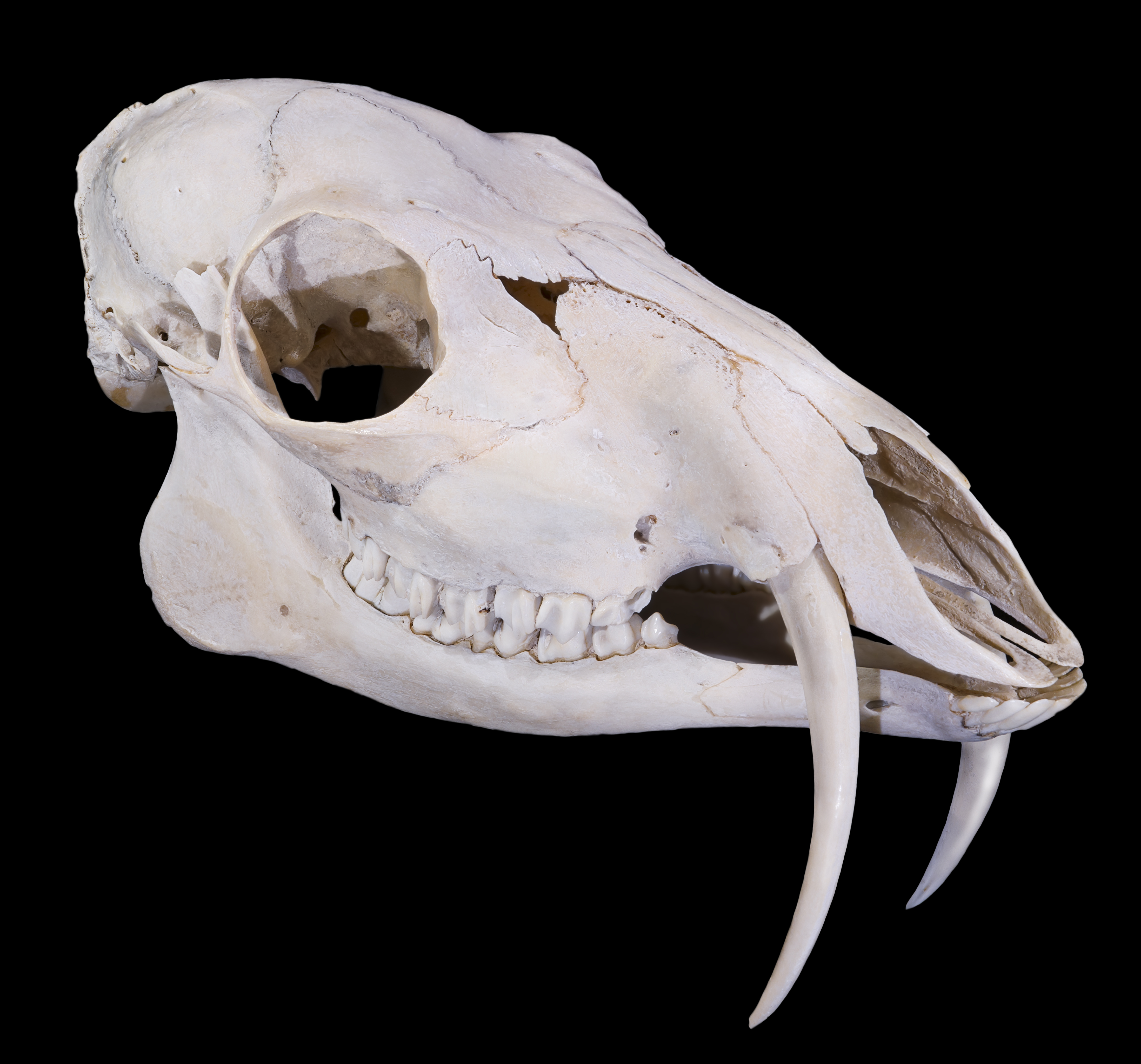
Cranio

## Distribuzione
In Italia si può vedere il mosco moschifero al parco La Torbiera di Agrate Conturbia (NO)

## Tassonomia
ORDINE Artiodactyla
- Sottordine Ruminantia
  - Famiglia Moschidae
    - Genere Blastomeryx †
    - Genere Dremotherium †
    - Genere Hispanomeryx †
    - Genere Hydropotopsis †
    - Genere Longirostromeryx †
    - Genere Machaeromeryx †
    - Genere Micromeryx †
    - Genere Moschus
      - Moschus berezovskii (mosco nano)
      - Moschus chrysogaster (mosco dell'Himalaya)
      - Moschus fuscus (mosco nero)
      - Moschus moschiferus (mosco moschifero o cervo muschiato)